# Phil Tippett

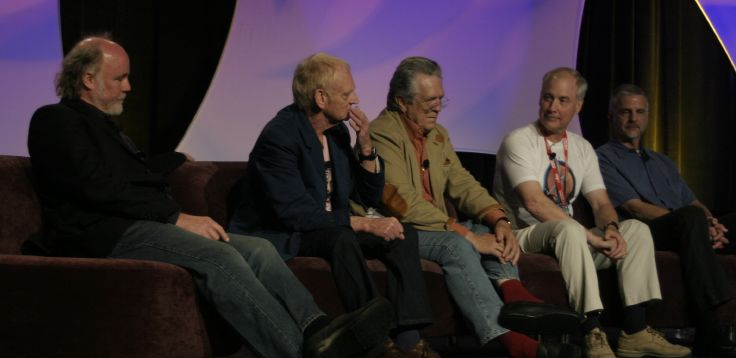
Phil Tippett (el primero a la izquierda) junto a otros técnicos de efectos especiales durante una convención en 2007.

Phil Tippett, nacido en Berkeley (California) en 1951, es un director de cine estadounidense. También es productor y supervisor de efectos visuales (disciplina en la que ya ha ganado dos Premios Óscar). Está especializado en el diseño y animación de criaturas, dinosaurios y otros animales prehistóricos y personajes de fantasía o de ciencia ficción.

## Infancia, juventud y formación académica
Tippett nació en 1951 en Berkeley, California. En 1958, a la edad de siete años, vio el clásico de efectos especiales de Ray Harryhausen Simbad y la princesa (cuyo título original en inglés es The 7th Voyage of Sinbad), y eso fue lo que decidió la dirección que iba a tomar su vida. Phil obtuvo un Bachelor of Arts (un pregrado en arte) en la Universidad de California en Irvine y empezó a trabajar como animador en el estudio de animación Cascade Pictures, en Los Ángeles.

## Recorrido profesional

### Stop motion
En Cascade Pictures Tippett llevó a cabo sus primeros trabajos de animación usando la técnica tradicional de la animación en volumen o stop motion, esencialmente para publicidades y anuncios de televisión. En 1975, mientras todavía trabajaba en Cascade Pictures, él y Jon Berg fueron contratados por George Lucas para integrar la plantilla de Industrial Light & Magic y realizar una escena de Star Wars: Episode IV - A New Hope. Se trataba de la secuencia en la que los personajes jugaban a un ajedrez holográfico. Cuando Star Wars estaba siendo estrenada en cines, en 1977, Tippett fue contactado por Joe Dante y Jon Davison para crear las pirañas de la película de Roger Corman Piraña (estrenada en 1978, aunque Tippett no aparece en los títulos de crédito de la película). En ese mismo año, en 1978, Tippett y Berg encabezaron el departamento de animación de ILM para ocuparse de la animación stop motion de la película El Imperio contraataca. Pero esta vez, Tippett y Jon Berg mejoraron las técnicas de animación creando una nueva variante del stop motion, el go motion.

### Go motion
Tippett es sobre todo conocido en el mundo de los efectos especiales por haber sido el principal inventor de la técnica de animación en volumen conocida como go motion. La puso a punto en el seno de la empresa para la que trabajaba a finales de los años 1970, Industrial Light & Magic. Se trataba de representar en pantalla, para la película El Imperio contraataca, el movimiento de los gigantescos vehículos cuadrúpedos AT-AT y también el de las criaturas de monta llamadas tauntaun. Durante la realización del episodio siguiente de Star Wars, El retorno del jedi, Tippett lideró el departamento de diseño y de creación de criaturas de la película (departamento al que ILM llamó creature shop en inglés), trabajo por el que se le concedió su primer Óscar. Con el éxito de su trabajo en las películas de la saga Star Wars, Tippett decidió explorar los límites de la técnica go motion realizando en 1984 un cortometraje sobre dinosaurios de unos diez minutos de duración, al que tituló Prehistoric Beast (literalmente: «bestia prehistórica»). Los efectos especiales en go motion de este corto fueron realizados en el garaje de Tippett, que fue asistido en esta tarea por los animadores en volumen de ILM Randy Dutra (quien hizo los moldes y las pieles de los dinosaurios) y Tom St. Amand (quien fabricó los endoesqueletos articulados metálicos de los dinosaurios). Con este cortometraje empezaba, aunque modestamente, la producción de su propio estudio de producción, el Tippett Studio. En ese mismo año el Tippett Studio produjo la animación en go motion de las criaturas de la película Caravan of Courage: An Ewok Adventure. Al año siguiente los productores Robert Guenette y Steven Paul Mark solicitaron al Tippett Studio para la realización de los dinosaurios del documental Dinosaurios (una parte del metraje de Prehistoric Beast fue aprovechada para ser incluida en ese documental). Al año siguiente, en 1986, Tippett ganó, por su trabajo en el documental Dinosaurios, un Premio Primetime Emmy a los mejores efectos visuales y especiales (Primetime Emmy Award for Outstanding Special Visual Effects). En ese mismo año se puso a trabajar en la que iba a ser la primera película cinematográfica cuyos efectos visuales fueran realizados por el Tippett Studio: Howard the Duck. A partir de entonces el estudio de Tippett siguió aportando secuencias en go motion a las películas de Hollywood, con títulos tan conocidos como El chico de oro (1986), RoboCop (1987), Willow (1988), Cazafantasmas 2 (1989) o Honey, I Shrunk the Kids (1989).

### Animación por computadora
En 1991 Steven Spielberg solicitó a Phil Tippett y a su Tippett Studio el que hicieran una serie de ensayos en go motion para la animación de los dinosaurios de la futura película Parque Jurásico. Los planos de ensayo de Tippett fueron de gran calidad pero Dennis Muren consiguió mejores resultados mediante la técnica de la animación por computadora y fue su departamento de animación el que fue elegido por Spielberg para la realización de los dinosaurios de Parque Jurásico. Al recibir esta noticia por parte de Spielberg, Tippett exclamó que se había extinguido, haciendo una analogía entre la extinción de los dinosaurios y la extinción de su técnica go motion, sobrepasada por la animación computerizada, más moderna. Spielberg retuvo esta frase y la añadió al guion de Parque Jurásico. Tippett fue sin embargo contratado en la producción de Parque Jurásico como supervisor de las animaciones por computadora debido a su experiencia en el ámbito de la recreación y animación de dinosaurios, lo que al año siguiente le valió el galardón de su segundo Óscar. Desde entonces el Tippett Studio ha abandonado definitivamente el go motion y utiliza exclusivamente la animación por computadora. Algunas películas célebres de esta etapa, con efectos visuales realizados por el estudio de Tippett exclusivamente mediante animación por computadora son, por ejemplo, Dragonheart (1996), Starship Troopers (1997), Evolution (2001) o Hellboy (2004), entre muchas otras.

## Galardones y recompensas
A lo largo de 40 años de carrera Phil Tippett ha sido recompensado con dos Óscar de la Academia (además de otras seis nominaciones a los Óscar), un Premio BAFTA (además de otras cuatro nominaciones a los BAFTA) y dos Premios Emmy.
Premios Óscar
| Año  | Categoría                | Película           | Resultado |
| ---- | ------------------------ | ------------------ | --------- |
| 1982 | Mejores efectos visuales | Dragonslayer       | Nominado  |
| 1984 | Mejores efectos visuales | Return of the Jedi | Ganador   |
| 1989 | Mejores efectos visuales | Willow             | Nominado  |
| 1994 | Mejores efectos visuales | Parque Jurásico    | Ganador   |
| 1997 | Mejores efectos visuales | Dragonheart        | Nominado  |
| 1998 | Mejores efectos visuales | Starship Troopers  | Nominado  |

### Premios Emmy
En el ámbito de la televisión Phil Tippett ha ganado dos años consecutivos el Primetime Emmy Award for Outstanding Special Visual Effects («Premio Primetime Emmy a los mejores efectos visuales y especiales»):
- En 1985 por Caravan of Courage: An Ewok Adventure (película de televisión emitida por primera vez en la televisión estadounidense en 1984)
- En 1986 por Dinosaurios (documental sobre dinosarios emitido por primera vez en la televisión estadounidense en noviembre de 1985)

### Premios BAFTA
En el ámbito del maquillaje de efectos especiales Phil Tippett ha sido recompensado con un BAFTA Award for Best Makeup and Hair («BAFTA al mejor maquillaje y peluquería»):
- En 1983 por Return of the Jedi (premio compartido con Stuart Freeborn)